# Watertown (Wisconsin)
Pour les articles homonymes, voir Watertown.
Watertown est une ville des États-Unis située dans les comtés de Jefferson et de Dodge, dans l’État du Wisconsin.

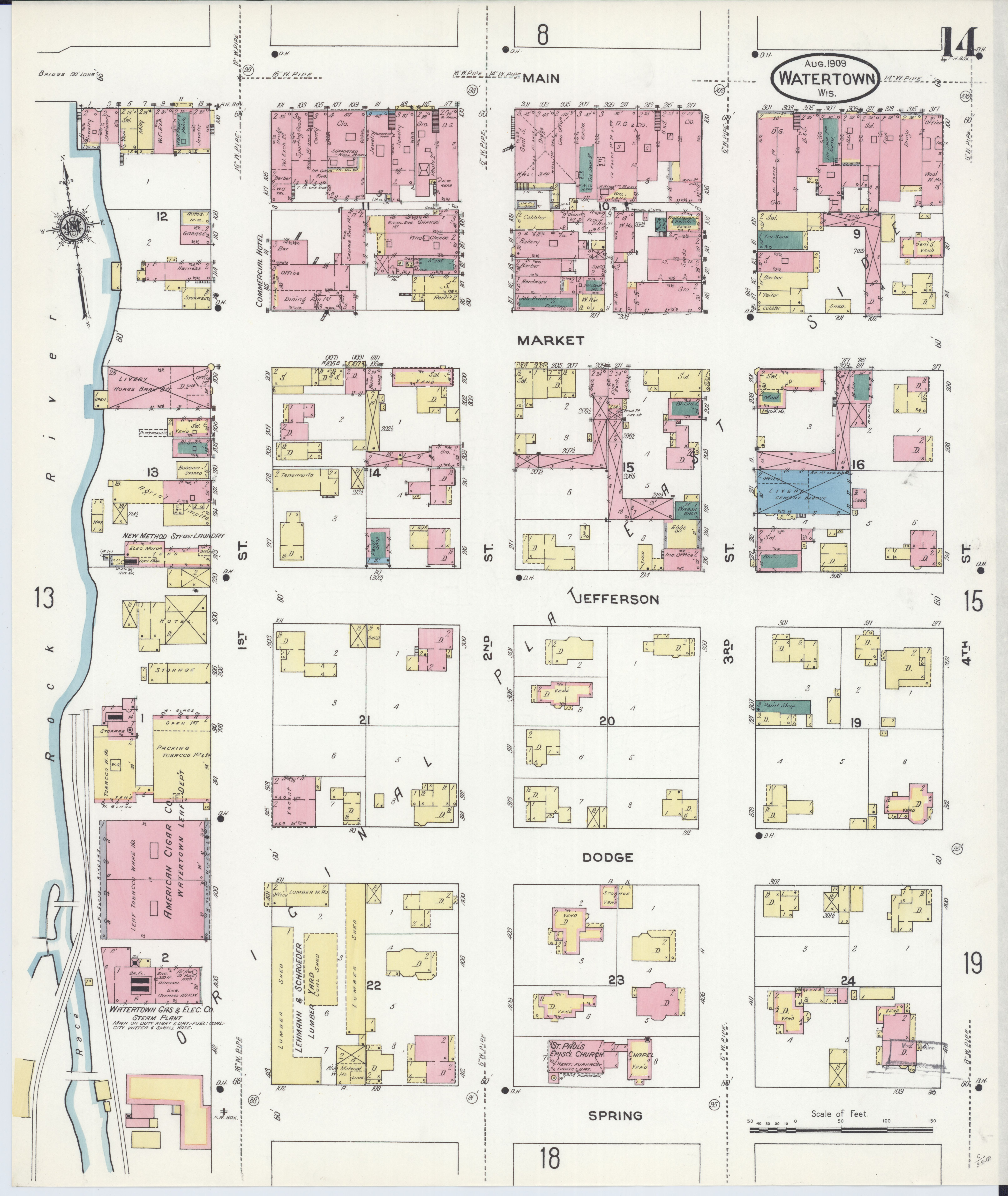
Plan d'un quartier de Watertown en 1909.

## Monuments
La maison octogonale de Watertown est une maison particulière construite en 1854 et inscrite au registre national des lieux historiques depuis 1971.

La maison octogonale de Watertown.